# Cleopomiarus graminis
Cleopomiarus graminis är en skalbaggsart som först beskrevs av Leonard Gyllenhaal 1813.  Cleopomiarus graminis ingår i släktet Cleopomiarus, och familjen vivlar. Arten är reproducerande i Sverige.

## Bildgalleri

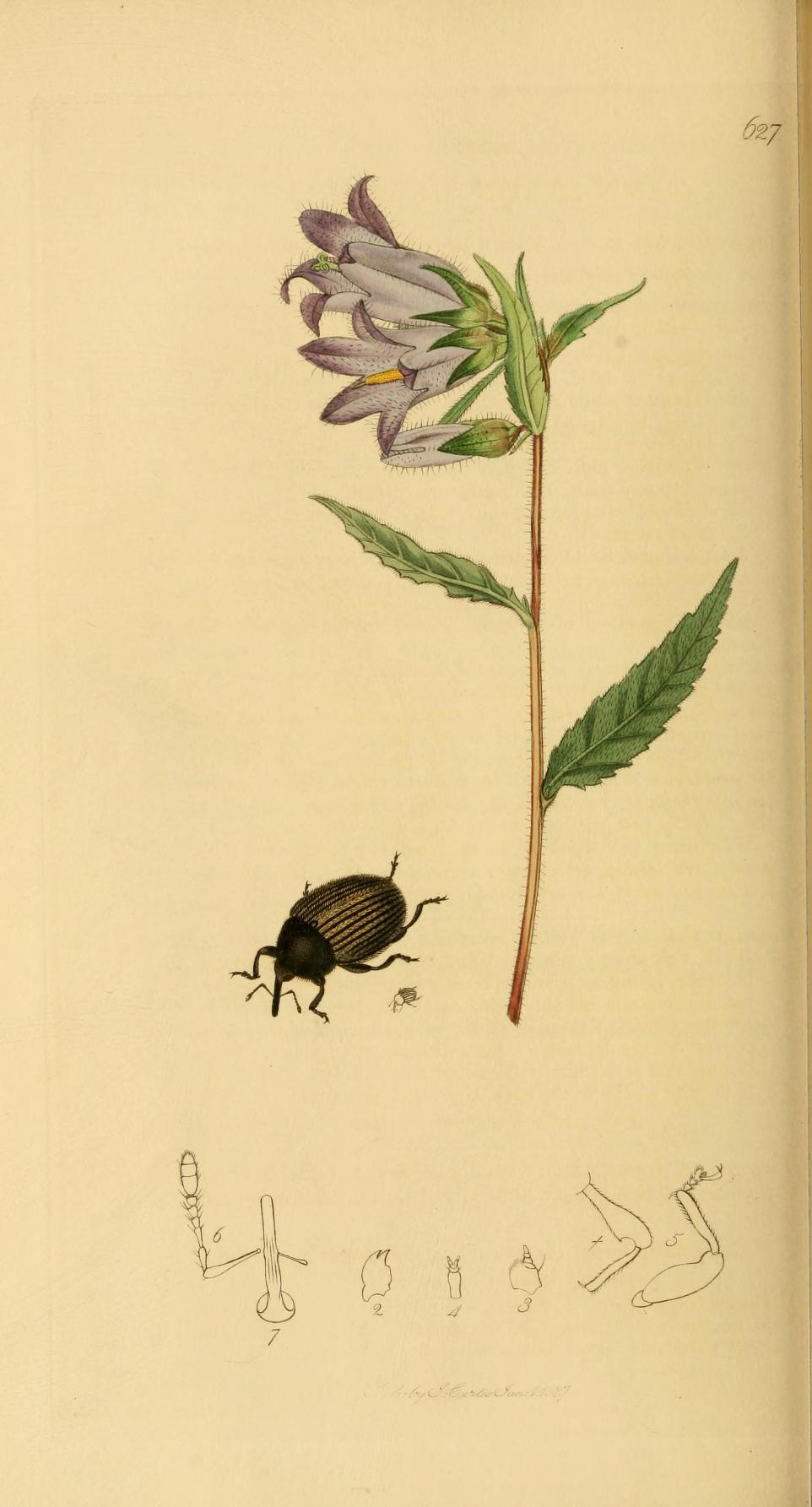